# Liste d'ondes gravitationnelles
Cet article dresse la liste des ondes gravitationnelles annoncées en date du 30 novembre 2018, ainsi qu'une liste de candidats.

## Désignation
Les premières ondes gravitationnelles ont été détectées par la collaboration LIGO-Virgo. Les signaux candidats de cette collaboration reçoivent initialement une désignation provisoire de la forme « LVTAAMMJJ », où le préfixe LVT est l'abréviation de l'anglais LIGO-Virgo Trigger signifiant « Déclencheur de LIGO-Virgo » et AAMMJJ est un nombre à six chiffres correspondant à la date de détection : AA est les deux derniers chiffres de l'année, MM le numéro du mois (en commençant par un 0 entre janvier et septembre) et JJ le numéro du jour dans le mois. Une fois qu'un signal est confirmé, il reçoit une désignation de la forme « GWAAMMJJ », où GW correspond à l'abréviation de l'anglais gravitational wave signifiant « onde gravitationnelle » et où AAMMJJ est construit de la même façon que précédemment. À partir de novembre 2018, les noms des signaux significatifs détectés, candidats ou non, sont nommés suivant la désignation GW.

## Ondes gravitationnelles déduites de la décroissance de la période d'un couple d'étoiles
- La décroissance de la période de révolution du pulsar binaire PSR B1913+16 (dit « pulsar de Hulse et Taylor »), découverte en 1974 et en accord avec les prédictions de la relativité générale, est la première preuve observationnelle de l'émission d'ondes gravitationnelles.

## Ondes gravitationnelles confirmées, révélées par des détecteurs d'ondes gravitationnelles
Le tableau ci-dessous répertorie les principales sources d'ondes gravitationnelles découvertes par les différents détecteurs interférométriques, présentées en conférence de presse ou faisant l'objet d'une publication spéciale. Toutes les sources d'ondes gravitationnelles ne sont donc pas répertoriées dans ce tableau.

| N° | Signal | Désignation | Date de détection | Détecteurs       | Date de confirmation | Phénomène Distance en milliards d’années-lumière Bilan en masses solaires (M☉) | Notes |
| -- | ------ | ----------- | ----------------- | ---------------- | -------------------- | --- | ----- |
| 1  |        | GW150914    | 14 septembre 2015 | LIGO             | 11 février 2016      | Coalescence de deux trous noirs. Distance 1,3 ; bilan : 29 + 36 → 62 + 3. |       |
| 2  |        | GW151226    | 26 décembre 2015  | LIGO             | 15 juin 2016         | Coalescence de deux trous noirs. Distance : 1,4 ; bilan : 14,2 + 7,5 → 20,8 + 1. |       |
| 3  |        | GW170104    | 4 janvier 2017    | LIGO             | 1er juin 2017        | Coalescence de deux trous noirs. Distance : 2,9 ; bilan : 31,2 + 19,4 → 48,7 + 2. | [ 2 ] |
| 4  |        | GW170608    | 8 juin 2017       | LIGO             | 15 novembre 2017     | Coalescence de deux trous noirs. Distance : 0.7 à 1.5 ; bilan : 12 + 7 → 18 + 1. | [ 3 ] |
| 5  |        | GW170814    | 14 août 2017      | LIGO/Virgo       | 27 septembre 2017    | Coalescence de deux trous noirs. Distance : 1,8 ; bilan : 25 + 31 → 53 + 3. | ,     |
| 6  |        | GW170817    | 17 août 2017      | LIGO/Virgo       | 16 octobre 2017      | Coalescence de deux étoiles à neutrons. Distance : 0,13 ; énergie : > 0,025. | [ 5 ] |
| 7  |        | GW170729    | 29 juillet 2017   | LIGO             | 30 novembre 2018     | Coalescence de deux trous noirs. Distance : 8,97 ; bilan : 50,6 + 34,3 → 80,3 + 4,8. | ,     |
| 8  |        | GW170809    | 9 août 2017       | LIGO             | 30 novembre 2018     | Coalescence de deux trous noirs. Distance : 3,23 ; bilan : 35,2 + 23,8 → 56,4 + 2,7. | [ 1 ] |
| 9  |        | GW170818    | 18 août 2017      | LIGO/Virgo       | 30 novembre 2018     | Coalescence de deux trous noirs. Distance : 3,33 ; bilan : 35,5 + 26,8 → 59,8 + 2,7. | ,     |
| 10 |        | GW170823    | 23 août 2017      | LIGO             | 30 novembre 2018     | Coalescence de deux trous noirs. Distance : 6,03 ; bilan : 39,6 + 29,4 → 65,6 + 3,3. | [ 1 ] |
| 11 |        | GW190814    | 14 août 2019      | LIGO/Virgo       | 23 juin 2020         | Coalescence d'un trou noir (22,2 à 24,3 M⊙) et d'un objet de nature inconnue (2,50 à 2,67 M⊙). | [ 1 ] |
| 12 |        | GW190521    | 21 mai 2019       | LIGO/Virgo       | 2 septembre 2020     | Coalescence de deux trous noirs Distance : 7 ; bilan : 85 + 65 → 142 + 8. | ,     |
| 13 |        | GW200105    | 5 janvier 2020    | LIGO/Virgo/KAGRA | 29 juin 2021         | Coalescence d'un trou noir 8,9 et d'une étoile à neutrons 1,9. Distance : 0,9. | ,     |
| 14 |        | GW200115    | 15 janvier 2020   | LIGO/Virgo/KAGRA | 29 juin 2021         | Coalescence d'un trou noir 5,7 et d'une étoile à neutrons 1,5. Distance : 1,0. | ,     |
| 15 |        | GW231123    | 23 novembre 2023  | LIGO             | 10 juillet 2025      | Coalescence de deux trous noirs 137+22 −17 et 103+20 −52, l'évènement de fusion le plus massif jamais détecté (de plus, les trous noirs de masses comprises entre 60 et 130 M⊙ devraient être très rares) | ,     |

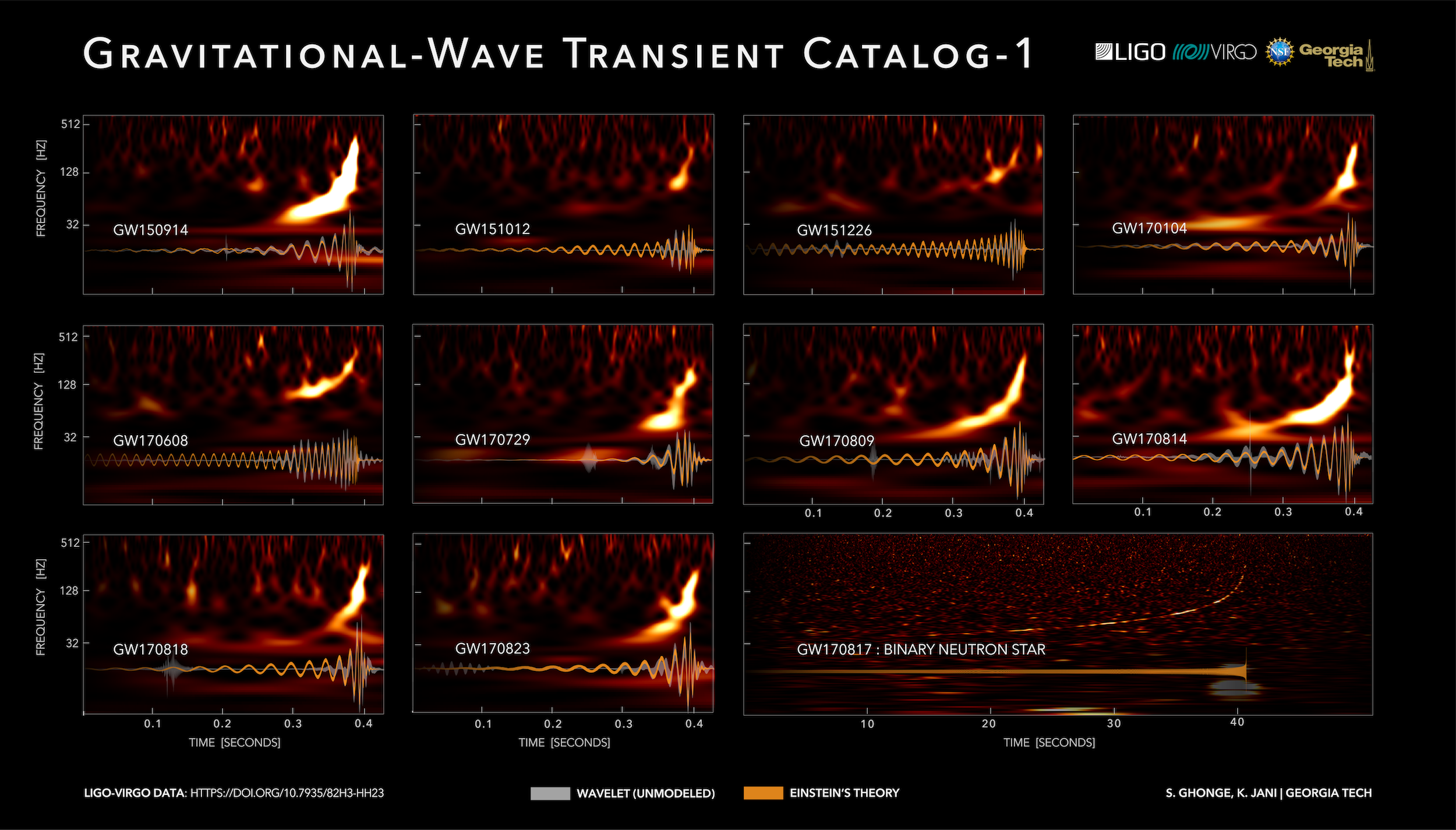
Spectrogrammes et formes d'onde de différents signaux d'ondes gravitationnelles.

Le 29 octobre 2020, la collaboration LIGO/Virgo rend publique 39 ondes gravitationnelles détectées lors de la prise de donnée O3a, qui a eu lieu entre le 1er avril 2019 et le 1er octobre 2019. Parmi ces évènements, on compte 36 fusions de trous noirs, une probable fusion d'étoiles à neutrons et deux supposées fusions hybrides (entre un trou noir et une étoile à neutrons).

## Signaux candidats
- GW151012 (anciennement LVT151012), détecté le 12 octobre 2015 par LIGO (collaboration LIGO-Virgo)[1].
- S190408an, qui serait dû à une fusion de trous noirs (probabilité supérieure à 99 %)[16]
- S190412m, qui serait dû à une fusion de trous noirs (probabilité supérieure à 99 %)[17],[18]
- S190421ar, probablement dû à une fusion de trous noirs (probabilité de 97 % ; probabilité d'origine terrestre de 3 %)[19]
- S190425z, qui serait dû à une fusion d'étoiles à neutrons[20] (probabilité supérieure à 99 %)[21]
- S190426c, possiblement la première fusion détectée d'un trou noir avec une étoile à neutrons[20] (probabilité de fusion de deux étoiles à neutrons de 49 % ; "mass gap" 24 % ; d'origine terrestre de 14 % ; de fusion de deux trous noirs de 13 %)[22]
- S190503bf, qui serait du à une fusion de trous noirs (96 % de probabilité pour un trou noir binaire ; 3 % dans le mass gap)[23]
- S190510g, possiblement dû à une fusion d'étoiles à neutrons (probabilité de 42 % ; 58 % de probabilité d'origine terrestre)[24],[25],[26]
- S190512at, qui serait dû à une fusion de trous noirs (probabilité de 99 % ; origine terrestre 1 %)[27]
- S190513bm, qui serait dû à une fusion de trous noirs (94 % ; mass gap 5 %)[28]
- S190517h, qui serait dû à une fusion de trous noirs (98 % ; mass gap 2 %)[29]
- S190519bj, qui serait dû à une fusion de trous noirs (96 % ; origine terrestre 4 %)[30]
- S190521g, qui serait dû à une fusion de trous noirs (97 % ; origine terrestre 3 %)[31]
- S190521r, qui serait dû à une fusion de trous noirs (>99 %)[32]
- S190602aq, qui serait dû à une fusion de trous noirs (>99 %)[33]
- S190630ag, qui serait dû à une fusion de trous noirs (94 % ; mass gap 5 %)[34]
- S190701ah, qui serait dû à une fusion de trous noirs (93 % ; origine terrestre 7 %)[35]
- S190706ai, qui serait dû à une fusion de trous noirs (99 % ; origine terrestre 1 %)[36]
- S190707q, qui serait dû à une fusion de trous noirs (>99 %)[37]
- S190718y, qui serait d'origine terrestre (98 % ; trou noir binaire 2 %)[38]
- S190720a, qui serait dû à une fusion de trous noirs (99 % ; origine terrestre 1 %)[39]
- S190727h
- S190728q
- S190814bv, qui serait dû à la fusion d'une étoile à neutrons et d'un trou noir (> 99 %)[40]
- S190828j
- S190828l
- S190901ap
- S190910d
- S190915ak[41]

## Observations infirmées
- Observation d'ondes gravitationnelles primordiales à partir du fond diffus cosmologique par BICEP2, annoncée en mars 2014[42] et infirmée en janvier 2015[43].
- S190405ar[44] : fausse alerte
- S190518bb[45] : bruit hautement non stationnaire de LIGO-Hanford[46]
- S190524q : probablement d'origine terrestre (71 % ; trou noir binaire 29 %)[47]
- S190808ae[48]
- S190816i : initialement supposé être dû à la fusion d'une étoile à neutrons et d'un trou noir (83 % ; origine terrestre 17 %)[49]
- S190822c
- S190829u